# Good Vibrations (Marky Mark and the Funky Bunch)
Pour les articles homonymes, voir Good Vibrations (homonymie).
Good Vibrations est une chanson du groupe américain Marky Mark and the Funky Bunch lancée en juillet 1991. Elle est le premier single de l'album Music for the People (en). Elle s'est hissée au sommet des palmarès musicaux aux États-Unis, en Suède, à Saint-Marin et en Suisse.

## Genèse
Good Vibrations a été écrite par Amir Quadeer Shakir (M.C. Spice), un collaborateur et bon ami de Donnie Wahlberg, Mark Wahlberg et Dan Hartman. La chanson présente un extrait de Love Sensation de Loleatta Holloway. Cette dernière fait une apparition dans le chœur du vidéo clip.

## Classements
| Classement (1991)                                            | Meilleure position |
| ------------------------------------------------------------ | ------------------ |
| Australie (ARIA)                                             | 4                  |
| Autriche (Ö3 Austria Top 40)                                 | 15                 |
| Belgique (Flandre Ultratop 50 Singles)                       | 8                  |
| Canada (RPM)                                                 | 7                  |
| Canada Dance (RPM)                                           | 2                  |
| France (SNEP)                                                | 35                 |
| Allemagne (Media Control AG)                                 | 3                  |
| Irlande (IRMA)                                               | 16                 |
| Pays-Bas (Nederlandse Top 40)                                | 10                 |
| Nouvelle-Zélande (RMNZ)                                      | 8                  |
| Norvège (VG-lista)                                           | 2                  |
| Suède (Sverigetopplistan)                                    | 1                  |
| Suisse (Schweizer Hitparade)                                 | 1                  |
| Royaume-Uni(The Official Charts Company)                     | 14                 |
| États-Unis Billboard Hot 100                                 | 1                  |
| États-Unis Billboard Hot Dance Club Play                     | 10                 |
| États-Unis Billboard Hot Dance Music/Maxi-Singles Sales (en) | 1                  |
| États-Unis Billboard Hot R&B/Hip-Hop Songs                   | 64                 |

| Classement (1991)            | Position |
| ---------------------------- | -------- |
| Canada Dance (RPM)           | 27       |
| Canada (RPM)                 | 91       |
| Pays-Bas (Dutch Top 40)      | 88       |
| États-Unis Billboard Hot 100 | 20       |